# Église Saint-Léger de Saint-Léger-de-Balson
L'église de Saint-Léger-de-Balson est une église catholique située dans la commune de Saint-Léger-de-Balson, dans le département français de la Gironde, en France.

## Localisation
L'église se trouve au cœur du village, le long de la route départementale D3 (Saint-Symphorien à l'ouest-sud-ouest et Villandraut au nord-est), presque à l'intersection avec la route départementale D222 (Préchac au sud-est).

## Historique
L'église, avec ses peintures murales, est classée au titre des monuments historiques par arrêté du 4 juillet 1973.

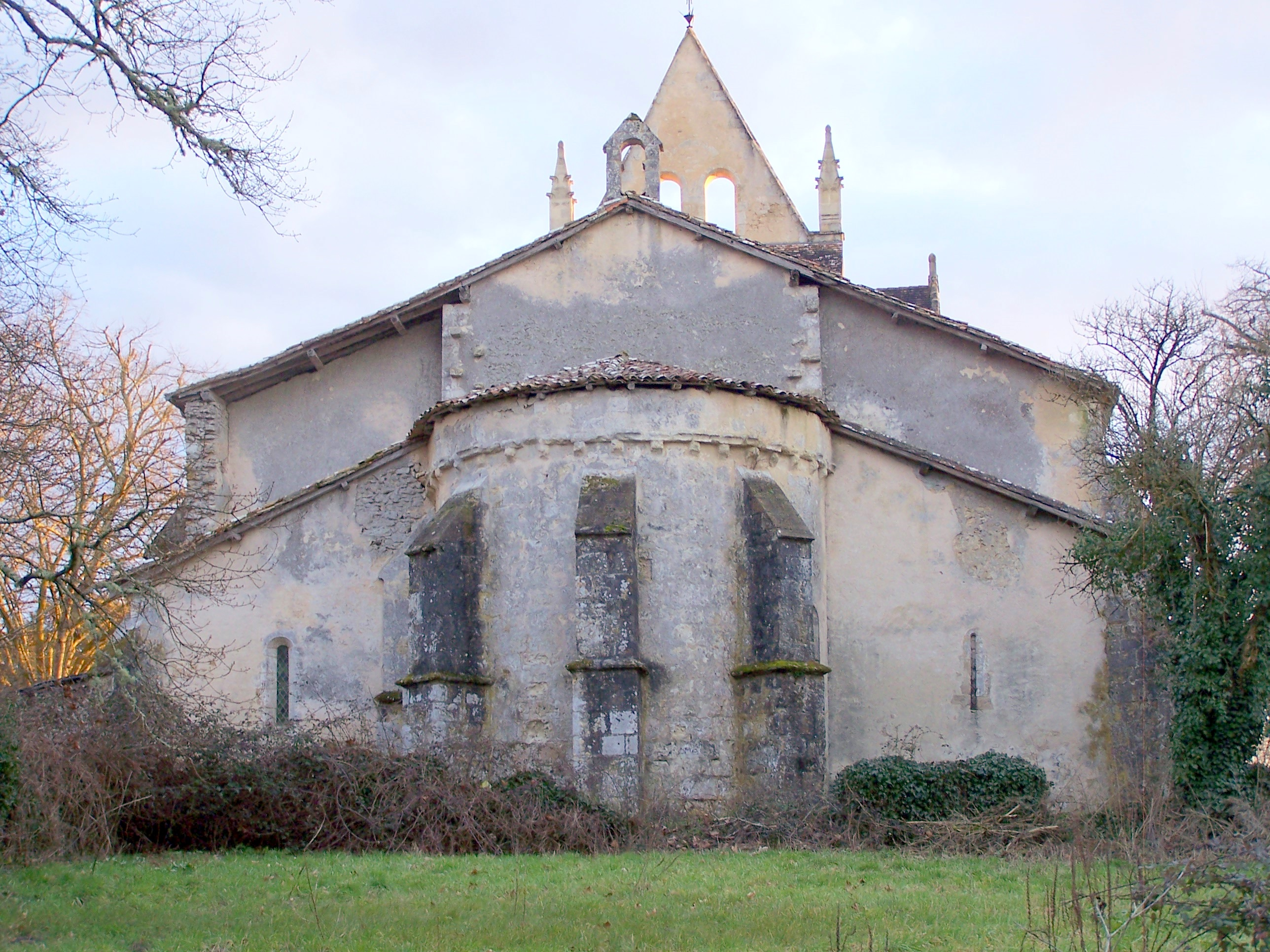
Vue du côté nord-est de l'église et de son chevet (fév. 2010)